# G-Cans

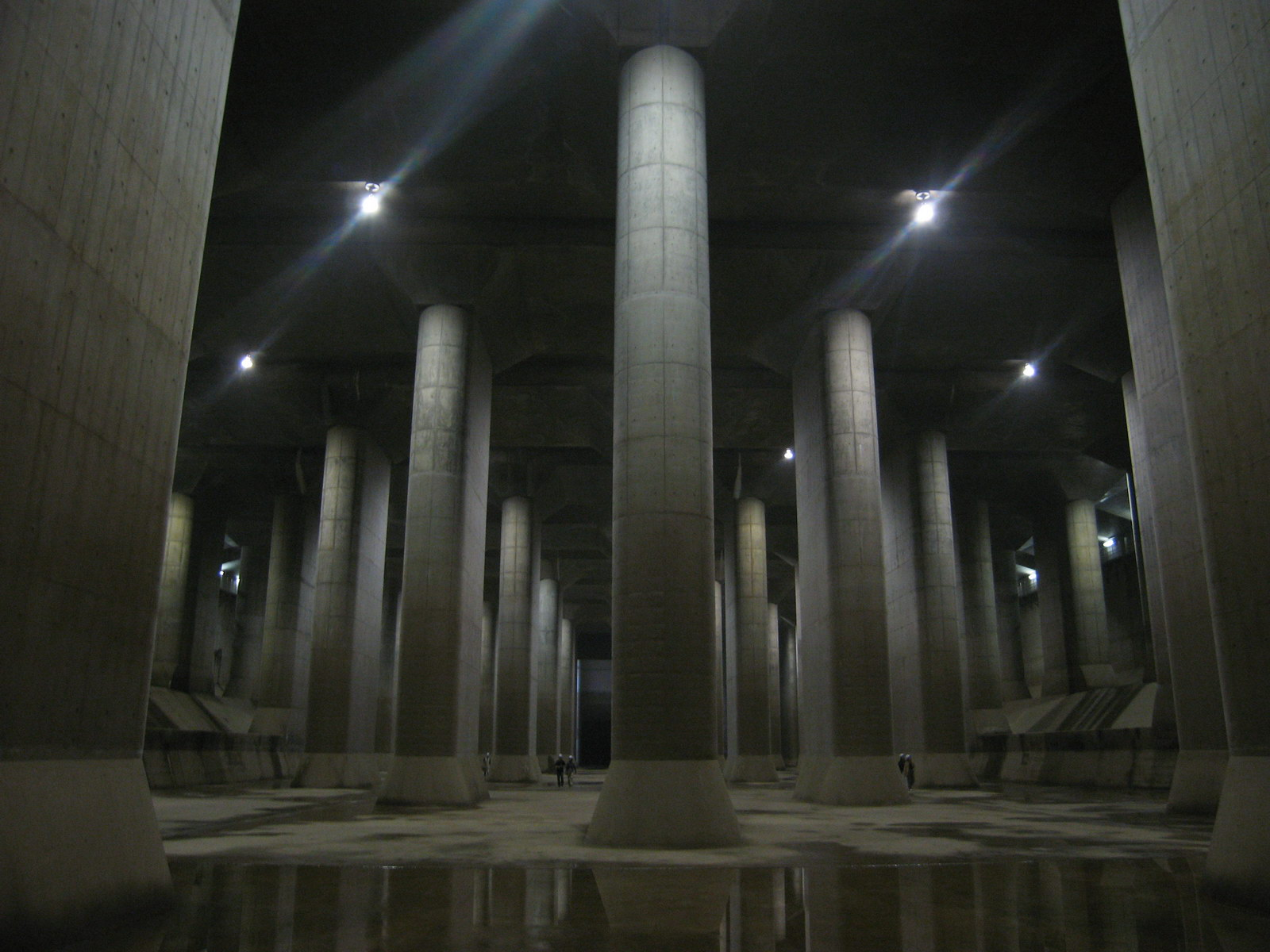
Canal

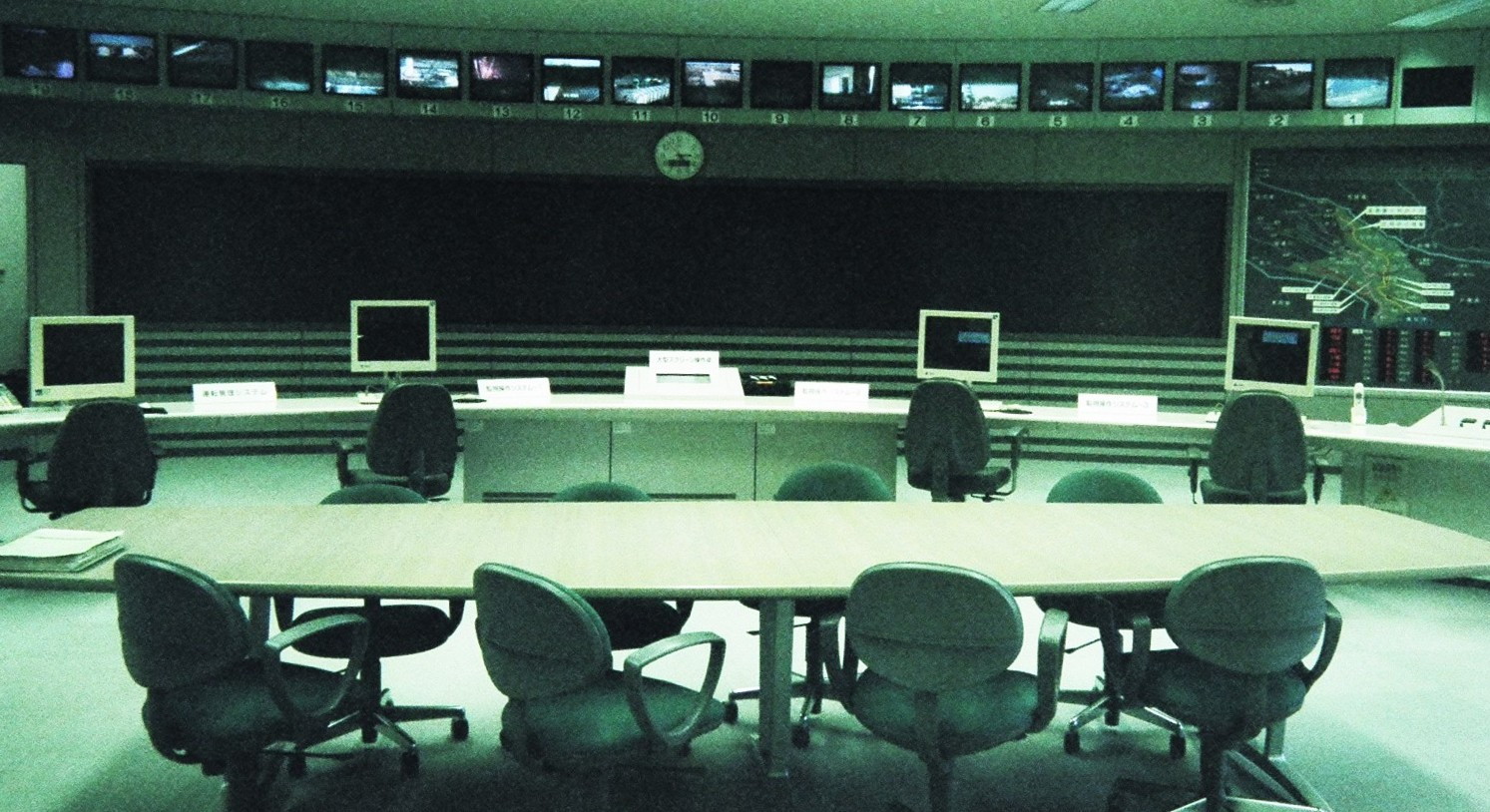
Local de control

El Metropolitan Area Outer Underground Discharge Channel (首都圏外郭放水路 shutoken gaikaku hōsuiro?), también conocido como Proyecto G-Cans, es una infraestructura hidráulica subterránea en Kasukabe, prefectura de Saitama, en Japón.

## Uso
Fue creada para prevenir inundaciones en caso de subidas del nivel de agua por tsunamis, tifones, etcétera, y es la mayor infraestructura del mundo de este tipo.

## Características
Los trabajos para su construcción comienzan en 1992 y se prolongan hasta 2009. Consiste en cinco silos de contención con una altura de 65 metros y un diámetro de 32m conectados entre sí por 6,4 km de túneles a 50 metros bajo la superficie, así como un tanque de agua con una altura de 25,4 metros, 78 m de anchura y 177 m de longitud con 59 pilares conectados con bombas de una potencia de 10 MW que pueden bombear unas 200 Tm de agua hacia el río Edogawa cada segundo.

## Turismo
Además de una atracción turística gratuita, ha sido utilizada en películas, anuncios y programas de televisión para la creación de escenas de terror y ciencia ficción.